# Alexander Pointner
Alexander Pointner, nekdanji avstrijski smučarski skakalec, sedaj skakalni trener, * 1. januar 1971, Grieskirchen, Zgornja Avstrija, Avstrija
V začetku svoje kariere je dosegel nekaj uspehov v mladinskem svetovnem prvenstvu (prvo mesto v letih 1989 in 1990), kot član avstrijske skakalne reprezentance pa na svetovnih pokalih ni upravičil pričakovanj. Njegov največji uspeh je bilo 9. mesto v Innsbrucku leta 1992 in skupno 29. mesto v sezoni svetovnega pokala 1991/1992.
S trenersko kariero je pričel leta 1995 v tirolski smučarski zvezi. Do leta 2004 je napredoval v glavnega trenerja avstrijske skakalne reprezentance. Na tem položaju deluje še danes in v tem času sta pod njegovim vodstvom osvojila zmago v skupnem seštevku svetovnega pokala dva mlada in obetavna skakalca, leta 2008 je globus osvojil Thomas Morgenstern, leto kasneje pa Gregor Schlierenzauer. 
Ekipo je vodil tudi na svetovnih prvenstvih leta 2007 in 2009, kjer je avstrijska reprezentanca osvojila in obranila naslov ekipnega svetovnega prvaka. 
Na svetovnem prvenstvu v poletih je svetovni prvak postal Pointnerjev varovanec Schlierenzauer, ki je takrat štel komaj 18 let in s tem postavil nov mejnik smučarskim skokom.
Pod njegovim vodstvom žanje avstrijska reprezentanca izjemne uspehe. Wolfgang Loitzl je v sezoni 2008/09 osvojil novoletno turnejo, leto kasneje pa ga je na tem mestu nasledil ponovno Avstrijec Andreas Kofler. Gregor Schlierenzauer je pod njegovim okriljem postal najboljši avstrijski smučarski skakalec v zgodovini in eden najuspešnejših skakalcev nasploh, čeprav je šele na začetku svoje kariere.